# Malons-et-Elze
Malons-et-Elze är en kommun i departementet Gard i regionen Occitanien i södra Frankrike. Kommunen ligger i kantonen Génolhac som tillhör arrondissementet Alès. År 2022 hade Malons-et-Elze 115 invånare.

## Befolkningsutveckling
Antalet invånare i kommunen Malons-et-Elze
Referens:INSEE